# Fædrelandets muser
Fædrelandets Muser (Deens voor Muzen van het vaderland) is een gezamenlijke compositie van Niels Gade en Johannes Frederik Frølich. Het betreft hier balletmuziek voor een opvoering in het Det Kongelige Teater in Kopenhagen op 20 maart 1840 (en wellicht de daaropvolgende dagen). August Bournonville schreef de choreografie. Deze choreograaf draagt weliswaar een Franse naam, maar werd op 21 augustus 1805 in Kopenhagen geboren. Het ballet werd opgevoerd ter gelegenheid van het eerste bezoek van koning Christiaan VIII van Denemarken en zijn vrouw Caroline Amalia van Augustenburg aan dat theater nadat zij de Deense troon bestegen hadden.
Het werk is sindsdien van het repertoire verdwenen.